# Tubifex kryptus
Tubifex kryptus är en ringmaskart som beskrevs av Bülow 1955. Tubifex kryptus ingår i släktet Tubifex och familjen glattmaskar. Inga underarter finns listade i Catalogue of Life.